# Coimbra
Coimbra (wym. [kuˈĩbɾɐ]) – miasto w Portugalii, leżące nad rzeką Mondego, w dystrykcie Coimbra, w regionie Centrum w podregionie Baixo Mondego. Miejscowość jest siedzibą gminy o tej samej nazwie. Pierwsza stolica Królestwa Portugalii, przez wiele lat rezydencja monarchów, miasto narodzin sześciu królów Portugalii, pierwszej dynastii, pierwszego uniwersytetu w kraju.
Mieści się tu najstarszy uniwersytet w kraju założony w 1290. Coimbra to zarazem była stolica Portugalii i najważniejszy ośrodek życia akademickiego w tym państwie. W mieście znajdują się stacje kolejowe Coimbra oraz Coimbra-B.
W mieście rozwinął się przemysł ceramiczny, spożywczy, skórzano-obuwniczy oraz włókienniczy

## Historia
Coimbra, będąc pod panowaniem Rzymian, nosiła nazwę Aeminium. Po 589 stała się siedzibą diecezji, która wcześniej znajdowała się w Conimbridze, od której pochodzi obecna nazwa. W roku 711 na Półwysep Iberyjski przybyli Maurowie i nazwali miasto Kulūmriyya. W tym czasie stało się ono ważnym punktem handlowym między chrześcijańską północą i arabskim południem.
W wyniku rekonkwisty (1064) miasto zostało zdobyte przez portugalskich i hiszpańskich chrześcijan pod dowództwem króla Leonu Ferdynanda I Wielkiego. W 1139 pierwszy król Portugalii, Alfons I Zdobywca, ogłosił Coimbrę stolicą Portugalii, umieszczając ją w ten sposób w bezpiecznej odległości od nadal obecnych na południu Półwyspu Iberyjskiego Maurów. Coimbra pozostała stolicą do 1255, kiedy król Alfons III przeniósł ją do odbitej w rekonkwiście Lizbony.
Już w XII w. Coimbra miała strukturę miejską, podzieloną na górne miasto, gdzie mieszkała arystokracja, duchowni, a później studenci, oraz na dolne miasto, słynące z handlu i rzemiosła.
Od połowy XVI w. historia miasta była mocno związana z uniwersytetem Universidade de Coimbra – najstarszą i najbardziej prestiżową uczelnią w Portugalii, której początki sięgają 1290.
W pierwszej połowie XIX w. miasto zajęły wojska generałów Junota i Masséna podczas inwazji francuskiej (1807–1814). Coimbra zaczęła się odradzać po okupacji od ok. 1856, kiedy powstał pierwszy telegraf elektryczny i oświetlenie gazowe. W 1864 powstała sieć kolejowa, 11 lat później wybudowano żelazny most nad wodami Mondego, a w 1911 uruchomiono elektryczne tramwaje, aby połączyć stare miasto z peryferiami Coimbry.
W związku z dużą rolą uniwersytetu powstały w Coimbrze ruchy studenckie o charakterze społecznym, politycznym i kulturowym. Niektóre z nich przetrwały do dziś, np. najstarszy i najbardziej znany chór akademicki w Portugalii – Orfeon Académico de Coimbra (1880), czy Studencki Związek Akademicki – Associação Académica de Coimbra (1887).

## Demografia

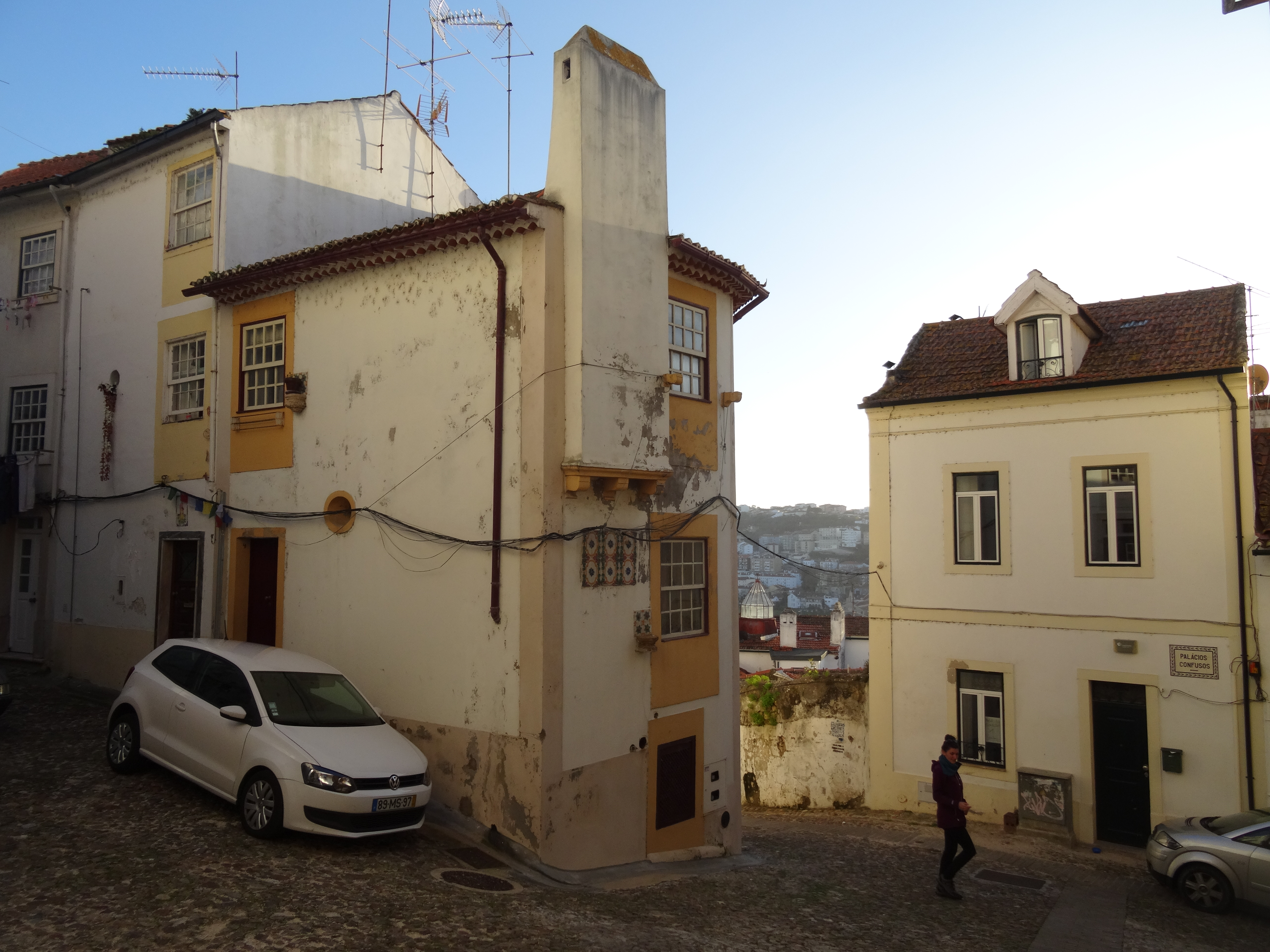
Domy w historycznym centrum miasta

## Demografia[5]
| 1864   | 1878   | 1890   | 1900   | 1911   | 1920   | 1930   | 1940   | 1950   | 1960    | 1970    | 1981    | 1991    | 2001    | 2011    |
| ------ | ------ | ------ | ------ | ------ | ------ | ------ | ------ | ------ | ------- | ------- | ------- | ------- | ------- | ------- |
| 40.681 | 45.075 | 51.996 | 54.105 | 62.872 | 62.870 | 76.494 | 85.702 | 98.027 | 106.404 | 110.553 | 138.930 | 139.052 | 148.443 | 143.396 |

## Klimat[6]
Coimbra ma ciepły i umiarkowany klimat. Według klasyfikacji Köppena i Geigera określany jest jako śródziemnomorski. W lecie jest znacznie mniej opadów niż zimą. Średnia temperatura w Coimbrze to 16,1 °C. Średnie roczne opady wynoszą 922 mm.
Najcieplejszym miesiącem w roku jest sierpień ze średnią temperaturą 22,3 °C. W styczniu średnia temperatura wynosi 10,2 °C i jest to najniższa średnia temperatura w roku.
Najsuchszym miesiącem jest lipiec, w tym miesiącu występuje średnio 10 mm opadu. Styczeń jest miesiącem z najwyższymi opadami, wynoszącymi średnio 129 mm.
|                           | styczeń | luty | marzec | kwiecień | maj  | czerwiec | lipiec | sierpień | wrzesień | październik | listopad | grudzień |
| ------------------------- | ------- | ---- | ------ | -------- | ---- | -------- | ------ | -------- | -------- | ----------- | -------- | -------- |
| średnia temperatura °C    | 10,2    | 11,1 | 13,5   | 15,1     | 16,8 | 20,1     | 21,8   | 22,3     | 20,9     | 17,6        | 13,3     | 10,6     |
| temperatura minimalna °C  | 6,1     | 6,7  | 9      | 10,2     | 11,9 | 14,5     | 15,6   | 15,8     | 15       | 12,6        | 9,3      | 6,8      |
| temperatura maksymalna °C | 14,3    | 15,5 | 18     | 20,1     | 21,8 | 25,8     | 28     | 28,9     | 26,8     | 22,7        | 17,4     | 14,5     |

## Uniwersytet
Coimbra nazywana jest miastem studentów, ponieważ znajduje się tu najstarszy i najbardziej prestiżowy uniwersytet w Portugalii. Założony został w 1290 jako Uniwersytet Lizboński, a do Coimbry został przeniesiony w 1537, z powodu ciągłych konfliktów politycznych między monarchią a władzami uczelni.
Obecnie Uniwersytet w Coimbrze ma osiem wydziałów (literaturę, prawo, medycynę, naukę i technologię, farmację, ekonomię, psychologię i edukację, nauki sportowe i wychowanie fizyczne) oraz ponad 22 tysiące studentów.
Dzięki wyjątkowemu dziedzictwu historycznemu, Uniwersytet w Coimbrze obchodził w 2015 roku 725 lat. Ze względu na wyjątkowe dziedzictwo materialne i niematerialne, fundamentalne w historii europejskiej i światowej kultury naukowej, od 2013 roku wpisane jest na listę światowego dziedzictwa UNESCO.
Uniwersytet znajduje się na wzgórzu, do którego prowadzą schody Quebra-Costas, do których z kolei można dojść starą bramą mauretańską Arco de Almedina. Uniwersytet przypomina fortecę, której wielkość i wykonanie miało charakteryzować potęgę władzy na Półwyspie Iberyjskim. Około 1130 Alfons Henriques, później pierwszy król Portugalii, przeniósł swoją siedzibę do budynku Uniwersytetu, który spełniał rolę pałacu do XV w.
Przed uniwersytetem znajduje się plac Praca da Porta Ferrea, obok główny dziedziniec, wydział prawa, nauki i technologii, medycyny, kaplica Sao Miguel i barokowa biblioteka ze zbiorem ponad 300 tys. książek.

## Kultura
Festiwal studencki
Na początku maja obchodzi się w mieście Qeima das fitas, co oznacza palenie szarf, które określają przynależność studentów do danych fakultetów. Jest to początek intensywnej nauki przed zakończeniem roku akademickiego.
Fado
Fado w Coimbrze związane jest z tradycjami akademickimi i powstało spontanicznie wśród grup studenckich. Tradycja została zachowana do dziś; Fado w Coimbrze jest śpiewane wyłącznie przez mężczyzn i wymaga surowego dress code. Grupy muzyczne i śpiewacy noszą strój akademicki, który składa się ze spodni, sutanny i czarnej peleryny. To sprawia, że jest to bardzo uroczyste wydarzenie. Fado jest najczęściej śpiewane w nocy, na miejskich placach i ulicach.
W czasach dyktatury Salazara, wraz z ruchami politycznymi uniwersytetu, Fado było używane jako forma interwencji wśród studentów. Ludzie tacy jak Adriano Correia de Oliveira czy José Afonso używali ballad jako sposobu wyrażania swoich opinii politycznych.

## Zabytki
- Universidade de Coimbra
- Nowa Katedra (Se Nova) z 1554
- Kościół Sao Salvador
- Se Velha – najstarszy kościół Portugalii pochodzący z 1140, który pełnił funkcję katedry do 1772
- Kościół Igreja de Santa Cruz ufundowany w 1131 przez augustianów. W nim pochowani są dwaj pierwsi władcy Portugalii Alfons I Zdobywca i Sancho I.
- klasztor Santa Clara-a-Nova (1649), w którym znajduje się grobowiec patronki miasta – królowej Izabeli.
- ruiny klasztoru Santa Clara-a-velha
- Quinta das Lágrimas
- Kościół Igreja de Nossa Senhora da Graça
- Aqueduto de São Sebastião

## Sołectwa
Sołectwa gminy Coimbra (ludność wg stanu na 2011 r.):
- Almalaguês – 3111 osób
- Almedina – 904 osoby
- Ameal – 1682 osoby
- Antanhol – 2556 osób
- Antuzede – 2276 osób
- Arzila – 655 osób
- Assafarge – 2746 osób
- Botão – 1588 osób
- Brasfemes – 1969 osób
- Castelo Viegas – 1695 osób
- Ceira – 3701 osób
- Cernache – 4048 osób
- Eiras – 12 097 osób
- Lamarosa – 2069 osób
- Ribeira de Frades – 1902 osoby
- Santa Clara – 9929 osób
- Santa Cruz – 5699 osób
- Santo António dos Olivais – 38 936 osób
- São Bartolomeu – 627 osób
- São João do Campo – 2073 osoby
- São Martinho de Árvore – 1033 osoby
- São Martinho do Bispo – 14 147 osób

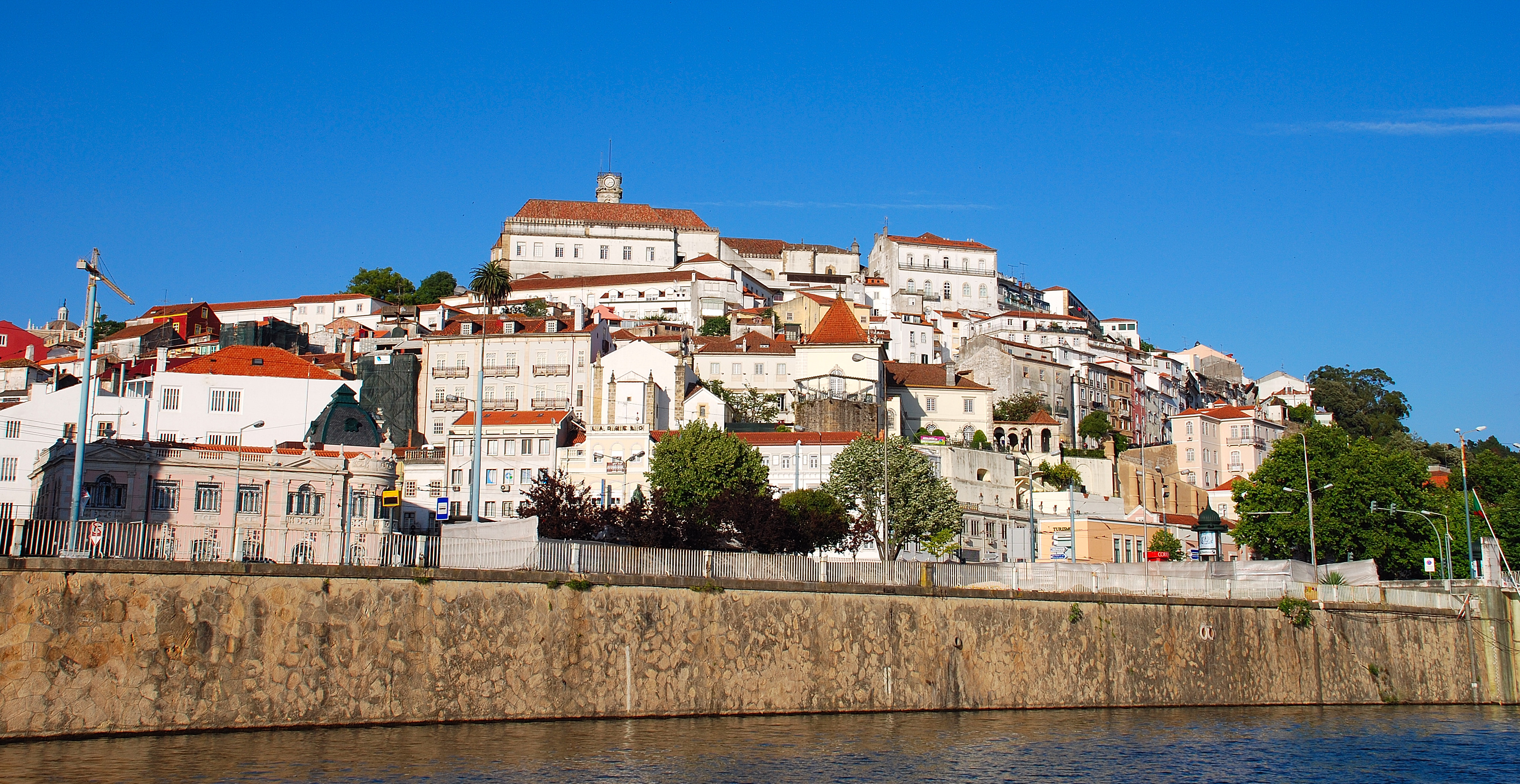
Widok na Coimbrę z mostu nad rzeką Mondego. W górze zabudowania uniwersyteckie

- São Paulo de Frades – 5824 osoby
- São Silvestre – 3122 osoby
- Sé Nova – 6741 osób
- Souselas – 3092 osoby
- Taveiro – 1948 osób
- Torre de Vilela – 1242 osoby
- Torres do Mondego – 2402 osoby
- Trouxemil – 2712 osób
- Vil de Matos – 870 osób

## Współpraca
Miejscowości partnerskie:
- Aix-en-Provence, Francja
- Beira, Mozambik
- Cambridge, Stany Zjednoczone
- Esch-sur-Alzette, Luksemburg
- Fez, Maroko
- Halle (Saale), Niemcy
- Ilhas, Makau
- Jarosław, Rosja
- Kurytyba, Brazylia
- Mindelo, Republika Zielonego Przylądka
- Padwa, Włochy
- Poitiers, Francja
- Salamanka, Hiszpania
- Santa Clara, USA
- Santiago de Compostela, Hiszpania
- Santos, Brazylia
- São Paulo, Brazylia